# Rubidiumperiodat
Rubidiumperiodat ist das Rubidiumsalz der Periodsäure.

## Herstellung
Rubidiumperiodat wird durch Einleiten von Chlor in eine heiße konzentrierte Lösung von Rubidiumiodat und Rubidiumhydroxid hergestellt.
{\displaystyle \mathrm {RbIO_{3}+2\ RbOH+Cl_{2}\longrightarrow RbIO_{4}+2\ RbCl+H_{2}O} }

## Eigenschaften

### Physikalische Eigenschaften
Rubidiumperiodat kristallisiert im tetragonalen Kristallsystem in der Raumgruppe I41/a (Raumgruppen-Nr. 88) mit den Gitterparametern a = 592,1 pm und c = 1305,2 pm, in der Elementarzelle befinden sich vier Formeleinheiten.
Die Kristalle sind mit den Kristallen von Kaliumperiodat isomorph.

### Chemische Eigenschaften
Beim Erhitzen zersetzt es sich unter Sauerstoffabgabe.
{\displaystyle \mathrm {RbIO_{4}\longrightarrow RbI+2\ O_{2}\uparrow } }
Beim langsamen Eindampfen einer Lösung von Rubidumperiodat mit Rubidiumhydrogencarbonat entsteht Rubidiumorthoperiodat.
{\displaystyle \mathrm {RbIO_{4}+RbHCO_{3}+H_{2}O\longrightarrow Rb_{2}H_{3}IO_{6}+CO_{2}\uparrow } }
Aus Lösungen von Rubidiumperiodat und Rubidiumhydroxid kristallisiert ein binukleares Rubidiumorthoperiodat als Tetrahydrat aus.
{\displaystyle \mathrm {2\ RbIO_{4}+2\ RbOH+4\ H_{2}O\longrightarrow Rb_{4}H_{2}I_{2}O_{10}\cdot 4\ H_{2}O} }